# 핵분열
핵분열(核分裂, 영어: nuclear fission, 문화어: 핵분렬)은 우라늄, 플루토늄 등과 같이 질량수가 큰 원자의 원자핵이 중성자와 충돌해 가벼운 원자핵 2개(핵분열 생성물)로 쪼개지는 핵반응의 한 유형이다. 1938년 독일 과학자 프리츠 슈트라스만과 오토 한의 실험으로 확인되었다. 이 실험에서 에너지가 낮은 중성자(열중성자)를 우라늄-235({\displaystyle {\ce {^{235}_{92}U}}})에 충돌시키자 우라늄은 바륨과 크립톤으로 분열되며 그 과정에서 2~3개의 중성자와 함께 막대한 양의 에너지가 방출되는 현상이 관측되었다.
일반적으로 핵분열 가능성은 물질의 특성 중 하나인 반응단면적(입자가 물질 속을 진행 시 화학 반응을 수반하는 충돌이 일어나는 확률을 표적의 면적으로 나타낸 양)에 따라 결정되는데, 우라늄-233({\displaystyle {\ce {^{233}_{92}U}}}), 우라늄-235({\displaystyle {\ce {^{235}_{92}U}}}), 플루토늄-239({\displaystyle {\ce {^{239}_{94}Pu}}}) 등이 핵분열 반응단면적 값이 커서 주로 핵분열 물질로 분류된다.
핵분열 물질이 핵분열을 통해 가벼운 원자핵들로 쪼개지는 방법은 40가지 이상으로, 주로 질량수 90~100과 130~140에 속한 원자들에 집중된다. 이때 핵분열 전과 후의 질량이 보존되지 않아(질량 결손), 막대한 양의 에너지가 방출된다. 즉, 반응 전후의 질량이 감소하며 그 감소한 질량만큼의 에너지가 방출되는 것이다.
예를 들어, 우라늄이 스트론튬과 제논으로 쪼개지는 것을
{\displaystyle {\ce {^{235}_{92}U {+}n -> ^{94}_{38}Sr {+}^{140}_{54}Xe {+}2n {+}Q(200MeV)}}}
로 표현하게 되는데, 이때 발생하는 에너지 Q가 바로 핵분열 반응 전후의 질량결손에서 전환된 것으로, 아인슈타인의 질량-에너지 등가원리의 의한 식 {\displaystyle E=mc^{2}}로 계산할 수 있다. 다른 원자핵들로 쪼개지는 경우에도 대부분 200 MeV정도의 에너지를 방출하므로 핵분열 시 방출되는 에너지는 일반적으로 200 MeV로 표현한다.
한편, 핵분열 시 평균 2 MeV의 운동에너지를 가진 고속중성자 2~3개가 방출되는데, 이 고속중성자들은 주변 핵분열물질에 대해 연속적으로 핵분열을 유발할 수 있다. 이러한 현상을 '연쇄반응'이라고 한다.
원자력발전의 원리는 이러한 핵분열의 연쇄반응을 원자로 내부에서 지속되도록 한 것이다. 하지만 우라늄-235를 핵연료로 이용할 경우 우라늄의 핵분열 반응단면적은 충돌하는 중성자의 에너지가 낮을수록 커지므로 핵분열 시 발생되는 고속중성자의 속도를 반드시 감소시켜 주어야 한다.
핵분열 생성물은 주로 질량수 90~100과 130~140일 경우에 집중적으로 생성되는데, 핵분열 생성물의 원자핵은 아직 불안정한 상태이므로, 더 안정한 상태로 가기 위해 계속 방사성 붕괴가 이루어진다. 이러한 연속적인 방사성 붕괴로 핵분열 생성물에서는 끊임없이 에너지가 방출되는데, 이를 '붕괴열'이라고 한다. 원자로에서 사용하고 난 핵연료를 물속에 담가 냉각시키는 이유가 바로 이 붕괴열 때문이다.

핵분열 (빨강:원자핵, 파랑:중성자)

## 역사
독일의 화학자 오토 한(O. Hahn, 1879∼1968)과 프리츠 슈트라스만(F. Strassmann 1902∼ 1980)은 우라늄의 원자핵에, 양자와 함께 원자핵을 구성하며 원자핵과 질량이 거의 같은 소립자인 중성자를 충격시켰을 때 원자량이 거의 반인 바륨(Ba)이 되는 것을 발견하였다(그 전 생각으로는 원자번호 93 이상인 초우라늄 원소가 되리라고 생각하고 있었다).
그들과 함께 실험을 하다가 이 발표 직전에 나치스 독일에서 망명한 오스트리아의 물리학자 마이트너(L. Meitner, 1878∼1968)와 그 조카 프리슈(O. R. Frisch, 1904∼ ? )는 이것을 우라늄 원자핵이 반쪽으로 분열되었기 때문이라고 설명했다.

## 핵분열의 연쇄반응
분열 직후의 원자핵 파편은 대단히 불안정하여, 안정된 보다 다른 원자핵으로 변하는데, 이 때 대개 2∼3개의 중성자를 방출한다. 이것이 핵분열의 또 하나의 특징이다. 이 중성자가 분열성 물질의 원자핵에 충돌하여 재차 핵분열을 일으키면 또 중성자가 나온다. 이와 같이 계속적인 핵분열이 가능하도록 연구하면 단시간 내에 차례차례 핵분열이 진행된다. 이것이 연쇄반응이다.
우라늄-235나 우라늄-238로 만든 인공원소 플루토늄(Pu)의 원자핵 1개의 분열로 생기는 중성자의 수는 평균 2.5개이다. 그 중에는 다음 핵분열을 일으키지 않고 다른 원자핵 안에 흡수되어 버리는 것도 있다. 우라늄-238은 핵분열을 일으키는 일도 있으나, 이러한 흡수가 많기 때문에 연쇄반응을 일으키지는 않는다. 흡수되지 않고 재차 핵분열을 일으키는 데에 쓰이는 중성자가 평균 1개 이상이면 중성자의 수는 점점 늘어나서 연쇄반응을 일으키게 된다.

## 같이 보기
- 핵분열 물질
- 핵융합
- 원자력 추진